# Zichang

Lage von Zichang auf dem Gebiet der bezirksfreien Stadt Yan’an

Zichang (子长市,  Zicháng Shì) ist eine kreisfreie Stadt der bezirksfreien Stadt Yan’an im Norden der Provinz Shaanxi in der Volksrepublik China. Sie hat eine Fläche von 2.393 km² und zählt 217.735 Einwohner (Stand: Zensus 2020).
Die Revolutionäre Stätte von Wayaobao (Wayaobao geming jiuzhi 瓦窑堡革命旧址) (1935/36) und die Zhongshan-Grotten (Zhongshan shiku 钟山石窟) aus der Zeit der Nördlichen Song-Dynastie stehen seit 1988 auf der Liste der Denkmäler der Volksrepublik China.